# 陳擬
陳擬（ちん ぎ、503年 - 560年）は、南朝陳の皇族。字は公正。

## 経歴
陳霸先の遠い親類にあたる。幼くして父を失って貧しい環境で育ち、実直な性格で記憶力にすぐれていた。陳霸先が交州の李賁を討つと、陳擬はこの遠征に従軍した。陳霸先が侯景を討つために軍を北上させ、豫章まで進軍すると、陳擬は羅州刺史となり、胡穎とともに後方の事務を委ねられ、軍糧を前線に供給した。陳霸先が朱方に駐屯すると、陳擬は歩兵校尉・曲阿県令に任じられた。紹泰元年（555年）、貞威将軍・義興郡太守に任じられた。紹泰2年（556年）、入朝して知衛尉事をつとめ、員外散騎常侍・明威将軍・雍州刺史に任じられ、監南徐州を兼ねた。永定元年（557年）、陳が建国されると、陳擬は永修県開国侯に封じられた。まもなく軽車将軍の号を受け、南徐州刺史を兼ねた。この年、通直散騎常侍・中領軍に任じられた。永定3年（559年）、本官のまま再び監南徐州をつとめた。文帝が即位すると、陳擬は丹陽尹に任じられた。事件に連座して官爵を剥奪されたが、無位無官のまま知郡をつとめた。まもなくもとの職に復帰した。
天嘉元年（560年）、死去した。享年は58。領軍将軍の位を追贈された。諡は定といった。
子の陳党が後を嗣いだ。

## 伝記資料
- 『陳書』巻15 列伝第9
- 『南史』巻65 列伝第55